# Transport w Lesznie
Transport w Lesznie

## Transport kolejowy
Leszno stanowi ważny węzeł kolejowy – zarówno dla przewozów pasażerskich, jak i towarowych. Tworzą go:
- linia kolejowa nr 271 – dwutorowa, zelektryfikowana: Wrocław Główny – Oborniki Śląskie – Rawicz – Leszno – Poznań Główny;
- linia kolejowa nr 14 – w większości dwutorowa: Łódź Kaliska – Forst (zelektryfikowana na odcinku: Łódź Kaliska – Durzyn);
- linia kolejowa nr 359 – jednotorowa niezelektryfikowana linia Leszno – Zbąszyń;
- stacja kolejowa Leszno i przystanek kolejowy Leszno Grzybowo.

Według stanu na koniec lutego 2016 r. Leszno posiadało bezpośrednie połączenia kolejowe m.in. z: Białymstokiem, Bydgoszczą, Gdańskiem, Gdynią, Jelenią Górą, Katowicami, Kołobrzegiem, Krakowem, Olsztynem, Poznaniem, Toruniem, Wałbrzychem, Warszawą i Wrocławiem.
Dworzec kolejowy Leszno położony jest przy ul. Dworcowej i oddalony od centrum miasta o około 1 km. W bliskiej okolicy dworca PKP znajduje się Dworzec PKS.

## Transport drogowy
Układ ulic i dróg Leszna tworzy 215,87 km dróg, w tym:
- 19,91 km wojewódzkich i krajowych;
- 45,96 km powiatowych;
- 150 km gminnych.

System drogowy obejmuje ponad 989 skrzyżowań, w tym 12 wyposażonych w sygnalizację świetlną.
Główny układ uliczny miasta tworzą drogi krajowe nr 5 i 12 oraz ciągi ulic:
- Górowska – 1 Maja – Lipowa – Obrońców Lwowa – Norwida – Aleje Krasińskiego – Śniadeckich – Fabryczna;
- Mickiewicza – Dąbrowskiego – Korcza – 17 Stycznia – Okrężna;
- Racławicka – Grunwaldzka – Niepodległości – Kąkolewska – Osiecka;
- Święciechowska – Dworcowa (Kasprowicza – Polna);
- Wolińska;
- Spółdzielcza – św. Franciszka z Asyżu.

Położenie na trasie dróg krajowych nr 5 i 12 zapewnia dogodne połączenie drogowe z Poznaniem i Wrocławiem, a co za tym idzie autostradami A2 i A4, a w kontekście międzynarodowym z Czechami, Niemcami oraz poprzez Trójmiasto również ze Skandynawią. Ponadto przez Leszno przebiega również droga wojewódzka nr 323 Leszno – Góra – Studzionki oraz droga wojewódzka nr 432 Leszno – Krzywiń – Śrem – Środa Wielkopolska– Września. Układ dróg zapewnia bardzo dobre połączenia z terenami Wielkopolski, Dolnego Śląska oraz Górnego Śląska oraz dobre z terenami Pomorza i Mazowsza.
Większość ulic w mieście ma przekrój jednojezdniowy o dwóch pasach ruchu. Odcinki dwujezdniowe występują na ulicach:
- Aleje Konstytucji 3 Maja – Aleje Piłsudskiego – Poznańska (DK5);
- Szybowników – Grota-Roweckiego – Aleje Jana Pawła II (DK12);
- Aleje Krasińskiego;
- Mickiewicza;
- Estkowskiego (DK12).

W 2012 r. – w porównaniu z 2008 r. – liczba wypadków drogowych zmniejszyła się o 17% (z 78 do 65). Zmniejszyła się także liczba osób, które zostały ranne w wypadkach – z 87 do 73. Nie uległa natomiast zmianie w 2012 r. w porównaniu do 2008 r. liczba zabitych w wypadkach (2 osoby). O ponad 7% – z 1018 do 944 – zmniejszyła się liczba kolizji drogowych.

## Przewozy autobusowe
Sieć transportu miejskiego na obszarze Leszna i gmin ościennych tworzą linie komunikacji autobusowej organizowanej przez Urząd Miasta Leszna.
Komunikacja miejska, wykorzystując infrastrukturę drogową, korzysta z 222 przystanków, w tym 106 (48%) – wyposażonych w wiaty przystankowe.
Według stanu na 30 września 2013 r., długość linii autobusowych MZK w Lesznie wynosiła 134,2 km, natomiast długość tras – 79,1 km. Przeciętna prędkość komunikacyjna w wynosiła 21,49 km/h.
Według stanu na dzień 30 września 2013 r., w ramach leszczyńskiego, miejskiego publicznego transportu zbiorowego, wykonywano 280 kursów w dni powszednie, 109 kursów w soboty i 69 kursów w niedziele.

### Linie autobusowe
W Lesznie 13 linii autobusowych obsługuje MZK Leszno, ponadto realizacją jednej linii zajmuje się firma Usługi Przewozowo-Warsztatowe „Waldmar” z Osiecznej.
Linie MZK Leszno
| linia | przebieg trasy | uwagi |
| ----- | --- | --- |
| 1     | Rynek Zaborowski- 1 Maja- Rzemieślnicza- 1 Maja- Lipowa- 17 Stycznia- Dąbrowskiego- Niepodległości- Plac Tadeusza Kościuszki- Narutowicza- Wilkońskiego- Fabryczna- Gronowska- Jagiełły | Wybrane kursy kursują przez ulicę Rzemieślniczą. |
| 1     | Jagiełły- Łowiecka- Gronowska- Fabryczna- Wilkońskiego- Narutowicza- Niepodległości- Dąbrowskiego- Leszczyńskich- Lipowa- 1 Maja- Rzemieślnicza- 1 Maja- Rynek Zaborowski | Wybrane kursy kursują przez ulicę Rzemieślniczą. |
| 2     | Rejtana- Zamenhofa- Kiepury- Szpitalna- Sygietyńskiego- Dekana- Estkowskiego- Unii Europejskiej- Kąkolewska- Niepodległości- Grunwaldzka- 17 Stycznia- Okrężna- Leśna- 1 Maja- Lipowa- 17 Stycznia- Aleje Jana Pawła II- Dworcowa- Kochanowskiego- Reja- Łanowa- Strzyżewice /Lotnicza/                                                                             | Wybrane kursy rozpoczynają i kończą trasę na przystanku Dworzec Kolejowy. Wybrane kursy rozpoczynają kończą trasę na przystanku Leśna Zajezdnia MZK.                               |
| 2     | Strzyżewice /Lotnicza/- Łanowa- Reja- Kochanowskiego- Dworcowa- Kasprowicza- Leszczyńskich- Lipowa- 1 Maja- Leśna- Okrężna- 17 Stycznia- Grunwaldzka- Niepodległości- Kąkolewska- Unii Europejskiej- Estkowskiego- Dekana- Sygietyńskiego- Szpitalna- Kiepury- Zamenhofa- Rejtana                                                                                   | Wybrane kursy rozpoczynają trasę na przystanku Dworzec Kolejowy. Wybrane kursy kończą trasę na przystanku Leśna Zajezdnia MZK.                                                     |
| 3     | Osiecka- Grzybowa- Kąkolewska- Niepodległości- Grunwaldzka- Aleje Jana Pawła II- Dąbrowskiego- Mickiewicza- Narutowicza- Marcinkowskiego- Aleje Zygmunta Krasińskiego- Dworcowa- Święciechowska- Spółdzielcza- Grottgera- Okrzei- Szczepanowskiego- Łużycka- Plac Obrońców Warszawy- Wolińska- Kochanowskiego- Reja- Łanowa- Strzyżewice /Lotnicza/                 | Wybrane kursy rozpoczynają trasę na przystanku Dworzec Kolejowy. |
| 3     | Strzyżewice /Lotnicza/- Łanowa- Reja- Kochanowskiego- Wolińska- Plac Obrońców Warszawy- Łużycka- Szczepanowskiego- Okrzei- Grottgera- Spółdzielcza- Św. Franciszka z Asyżu- Święciechowska- Dworcowa- Kasprowicza- Aleje Zygmunta Krasińskiego- Marcinkowskiego- Narutowicza- Mickiewicza- Dąbrowskiego- Grunwaldzka- Niepodległości- Kąkolewska- Grzybowa- Osiecka | |
| 4     | Rynek Zaborowski- 1 Maja- Leśna- Usługowa- Geodetów- Aleje Konstytucji 3 Maja- Niepodległości- Grunwaldzka- Aleje Jana Pawła II- Dąbrowskiego- Niepodległości- Plac Tadeusza Kościuszki- Marcinkowskiego- Aleje Zygmunta Krasińskiego- Dworcowa- Święciechowska- Spółdzielcza- Wilkowicka- Wilkowice /Lipowa/- Wilkowice /Święciechowska/                           | Wybrane kursy rozpoczynają trasę z przystanku Dworzec kolejowy. Wybrane kursy kończą trasę na przystanku Spółdzielnia MPEC/Wilkowice.                                              |
| 4     | Wilkowice /Święciechowska/- Wilkowice /Lipowa/- Wilkowicka- Spółdzielcza- Św. Franciszka z Asyżu- Święciechowska- Dworcowa- Kasprowicza- Aleje Zygmunta Krasińskiego- Marcinkowskiego- Niepodległości- Dąbrowskiego- Grunwaldzka- Niepodległości- Aleje Konstytucji 3 Maja- Geodetów- Usługowa- Leśna- 1 Maja- Rynek Zaborowski                                     | Wybrane kursy rozpoczynają trasę na przystanku Spółdzielnia MPEC/Wilkowice. |
| 5     | Osiecka- Grzybowa- Kąkolewska- Aleje Konstytucji 3 Maja- Rejtana- 55 Pułku Piechoty- Grunwaldzka- 17 Stycznia- Dąbrowskiego- Mickiewicza- Narutowicza- Marcinkowskiego- Aleje Zygmunta Krasińskiego- Aleje Jana Pawła II- Lipowa- Dożynkowa- Reja- Kochanowskiego- Wolińska- Święciechowska- Kosmonautów                                                            | Wybranekursy rozpoczynają trasę na przystanku Rejtana. Wybrane kursy kończą trasę na przystanku Lipowa market.                                                                     |
| 5     | Kosmonautów- Święciechowska- Wolińska- Kochanowskiego- Reja- Dożynkowa- Lipowa- 17 Stycznia- Aleje Jana Pawła II- Aleje Zygmunta Krasińskiego- Marcinkowskiego- Narutowicza- Mickiewicza- Dąbrowskiego- 17 Stycznia- Grunwaldzka- 55 Pułku Piechoty- Rejtana- Aleje Konstytucji 3 Maja- Kąkolewska- Grzybowa- Osiecka                                               | Wybrane kursy rozpoczynaja/ kończą trasę na przystanku Rejtana. |
| 6     | Rejtana- Aleje Konstytucji 3 Maja- Kiepury- Szpitalna- Sygietyńskiego- Dekana- Aleje Konstytucji 3 Maja- 55 Pułku Piechoty- Grunwaldzka- 17 Stycznia- Dąbrowskiego- Mickiewicza- Narutowicza- Marcinkowskiego- Aleje Zygmunta Krasińskiego- Dworcowa | |
| 6     | Dworcowa- Kasprowicza- Aleje Zygmunta Krasińskiego- Marcinkowskiego- Narutowicza- Mickiewicza- Dąbrowskiego- 17 Stycznia- Grunwaldzka- 55 Pułku Piechoty- Dekana- Sygietyńskiego- Szpitalna- Kiepury- Aleje Konstytucji 3 Maja- Rejtana | |
| 7     | Rejtana- Zamenhofa- Kiepury- Szpitalna- Sygietyńskiego- Dekana- Estkowskiego- Unii Europejskiej- Grzybowa- Osiecka | |
| 7     | Osiecka- Grzybowa- Unii Europejskiej- Estkowskiego- Dekana- Sygietyńskiego- Szpitalna- Kiepury- Zamenhofa- Rejtana | |
| 8     | Rynek Zaborowski- 1 Maja- Leśna- Okrężna- 17 Stycznia- Grunwaldzka- 17 Stycznia- Dąbrowskiego- Niepodległości- Plac Tadeusza Kościuszki- Narutowicza- Wilkońskiego- Fabryczna- Gronowska- Jagiełły | |
| 8     | Jagiełły- Łowiecka- Gronowska- Fabryczna- Wilkońskiego- Narutowicza- Niepodległości- Dąbrowskiego- 17 Stycznia- Grunwaldzka- 17 Stycznia- Okrężna- Leśna- 1 Maja- Rzemieślnicza- 1 Maja- Rynek Zaborowski | Wybrane kursy kursują przez przystanek Rzemieślnicza. |
| 9     | Rejtana- Aleje Konstytucji 3 Maja- Dekana- Aleje Konstytucji 3 Maja- 55 Pułku Piechoty- Grunwaldzka- 17 Stycznia- Dąbrowskiego- Niepodległości- Plac Tadeusza Kościuszki- Marcinkowskiego- Aleje Zygmunta Krasińskiego- Dworcowa | |
| 9     | Dworcowa- Kasprowicza- Aleje Zygmunta Krasińskiego- Marcinkowskiego- Niepodległości- Dąbrowskiego- 17 Stycznia- Grunwaldzka- 55 Pułku Piechoty- Dekana- Kiepury- Aleje Konstytucji 3 Maja- Rejtana | |
| 10    | Dworcowa- Kasprowicza- Aleje Zygmunta Krasińskiego- Śniadeckich- Fabryczna- Wilkońskiego- Narutowicza- Niepodległości- Kąkolewska- Grzybowa- Unii Europejskiej- Estkowskiego- Dekana- Sygietyńskiego- Szpitalna- Kiepury- Aleje Konstytucji 3 Maja- 17 Stycznia/GALERIA Leszno/                                                                                     | |
| 10    | 17 Stycznia/GALERIA Leszno/- Aleje Konstytucji 3 Maja- Kiepury- Szpitalna- Sygietyńskiego- Dekana- Estkowskiego- Unii Europejskiej- Grzybowa- Kąkolewska- Niepodległości- Plac Tadeusza Kościuszki- Narutowicza- Wilkońskiego- Fabryczna- Śniadeckich- Aleje Zygmunta Krasińskiego- Dworcowa                                                                        | |
| 11    | Święciechowa /Rynek/- Święciechowa /Leszczyńska/- Święciechowska- Dworcowa- Kasprowicza- Aleje Zygmunta Krasińskiego- Śniadeckich- Fabryczna- Gronowska- Jagiełły- Jeziorkowskiej- Chocimska- Juranda- Jagiełły | Wybrane kursy rozpoczynają kurs z przystanku Krasińskiego. Wybrane kursy kończą trasę na przystanku Dworzec kolejowy.                                                              |
| 11    | Jagiełły- Juranda- Chocimska- Jeziorkowskiej- Łowiecka- Gronowska- Fabryczna- Śniadeckich- Aleje Zygmunta Krasińskiego- Dworcowa- Święciechowska- Święciechowa /Leszczyńska/- Święciechowa /Rynek/ | Wybrane kursy rozpoczynają/ kończą kurs na przystanku Dworzec Kolejowy. |
| 12    | Jagiełły- Juranda- Chocimska- Jeziorkowskiej- Łowiecka- Gronowska- Fabryczna- Śniadeckich- Aleje Zygmunta Krasińskiego- Aleje Jana Pawła II- 17 Stycznia- Grunwaldzka- 55 Pułku Piechoty- Aleje Konstytucji 3 Maja- Dąbcze- Rydzyna /Wyspiańskiego/- Rydzyna /Wolności/- Rydzyna /Rzeczypospolitej/- Kłoda /Kolejowa/- Tarnowa Łąka /Tartaczna/                     | Wybrane kursy kończą trasę na przystanku konstytucji 3 maja Galeria/ Rydzyna Kowolka/Kłoda stacja kolejowa.                                                                        |
| 12    | Tarnowa Łąka /Tartaczna/- Kłoda /Kolejowa/- Rydzyna /Rzeczypospolitej/- Rydzyna /Wolności/- Rydzyna /Wyspiańskiego/- Dąbcze- Aleje Konstytucji 3 Maja- 55 Pułku Piechoty- Grunwaldzka- 17 Stycznia- Aleje Jana Pawła II- Aleje Zygmunta Krasińskiego- Śniadeckich- Fabryczna- Gronowska- Jagiełły- Jeziorkowskiej- Chocimska- Juranda- Jagiełły                     | Wybrane kusy rozpoczynają kurs z przystanku Kłoda stacja kolejowa / Rydzyńska Młyńska Góra/ Krasińskiego. Wybrane kursy kończą trasę na przystanku Jana Pawła II Honda/ Fabryczna. |
| 15    | Lasocice /św.Jana Chrzciciela/- Lasocice /Słoneczna/- Strzyżewice/Szybowników- Szybowników- Aleje Zygmunta Krasińskiego- Marcinkowskiego- Niepodległości- Grunwaldzka- 55 Pułku Piechoty- Aleje Konstytucji 3 Maja- Okrężna- Leśna | |
| 15    | Leśna – Okrężna – Aleje Konstytucji 3 Maja – 55 Pułku Piechoty – Grunwaldzka- Niepodległości – Plac Tadeusza Kościuszki- Marcinkowskiego- Aleje Zygmunta Krasińskiego- Szybowników- Strzyżewice/Szybowników- Lasocice /Słoneczna/- Lasocice /św.Jana Chrzciciela/                                                                                                   | |

Linia przedsiębiorstwa Usługi Przewozowo-Warsztatowe „Waldmar”:
| linia | przebieg trasy |
| ----- | --- |
| 13    | Fabryczna- Śniadeckich- Krasińskiego- Jana Pawła II- Grunwaldzka- Niepodległości- Kąkolewska- Osiecka- Trzebania- Osieczna /Leszczyńska/- Osieczna /Rynek/ |
| 13    | Osieczna /Rynek/- Osieczna /Leszczyńska/- Trzebania- Osiecka- Kąkolewska- Niepodległości- Grunwaldzka- Jana Pawła II- Krasińskiego- Śniadeckich-Fabryczna  |

## Transport rowerowy
Rozbudowywany jest układ dróg rowerowych i podsystemu rowerowego z niezbędnymi urządzeniami towarzyszącymi. Łączna długość ścieżek rowerowych (w tym ciągi pieszo-rowerowe oraz wyznaczone kontrapasy i kontraruch) wynosi 43,7 km.
Na terenie miasta Leszna istnieją wytyczone ścieżki rowerowe. Wyszczególnione poniżej ścieżki rowerowe przebiegają zarówno przy drogach publicznych, jak i leśnymi duktami czy drogami polnymi. Poniższe ścieżki rowerowe pełnią funkcję lokalnych produktów turystyczno-rekreacyjnych. Są to następujące ścieżki przechodzące przez miasto Leszno:
- Szlak dookoła Leszna (25 km) – szlak poprowadzony w całości ulicami Leszna;
- Wśród pól do Lipna (25 km) (szlak przechodzący przez Miasto Leszno, Gminę Święciechowa oraz Gminę Lipno) Leszno – Święciechowa – Wilkowice – Mórkowo – Leśniczówka;
- W stronę bukowego jaru (23 km) (szlak przechodzący przez Miasto Leszno oraz Gminę Lipno) Leszno (Gronowo) – Wilkowice – Mórkowo – Leśniczówka;
- Szlak powiatowy (24,5 km) (szlak przechodzący przez Miasto Leszno, gminę Lipno, Gminę Włoszakowice) Leszno – Wilkowice – Krzycko Wielkie – Włoszakowice – Grotniki – Boszkowo;
- Szlak Leszno-Dominice (15,6 km) (szlak przechodzący przez Miasto Leszno, Gminę Święciechowa oraz Gminę Włoszakowice) Leszno – Strzyżewice – Ogrody – Trzebiny – Niechłód – Zbarzewo.

## Lotnictwo
Na terenie miasta Leszna funkcjonuje lotnisko Aeroklubu Polskiego (Centralnej Szkoły Szybowcowej), usytuowane ok. 3 km na zachód od centrum miasta. Lotnisko ma nawierzchnię trawiastą umożliwiającą obsługę samolotów sportowych oraz małych samolotów mogących lądować na trawie. Lotnisko ma charakter cywilno-sportowy.
Wojewódzki Szpital Zespolony posiada lądowisko sanitarne, zlokalizowane przy ulicy Jana Kiepury. Ponadto fragment DK 5, na odcinku Rydzyna – Leszno funkcjonował kiedyś jako drogowy odcinek lotniskowy (DOL) – pas pomocniczy dla wojskowego lotniska Wschowa-Łysiny, obecnie również nieeksploatowanego. Odcinek ma szerokość 20 m i długość 2280 m.
Najbliższe porty lotnicze znajdują się w odległości 80 km – w Poznaniu (Port Lotniczy „Ławica”) oraz odległości 110 km – we Wrocławiu (Port Lotniczy Wrocław S.A.) od Leszna.